# Miconia grisea
Miconia grisea är en tvåhjärtbladig växtart som beskrevs av Célestin Alfred Cogniaux. Miconia grisea ingår i släktet Miconia och familjen Melastomataceae. Inga underarter finns listade i Catalogue of Life.